# Arminia Bielefeld
Deutscher Sportclub Arminia Bielefeld e.V. je nemški nogometni klub iz mesta Bielefeld. Ustanovljen je bil 3. maja 1905 in aktualno igra v 2. nemški nogometni ligi.
Z domačih tekmovanj ima Arminia Bielefeld 3 naslove prvaka 2. lige (1978, 1980, 1999), 1 naslov prvaka 3. lige (2015), 1 naslov prvaka zahodne/severozahodne regionalne lige (1995), 1 naslov prvaka vestfalijske lige (1990), 2 naslova prvaka zahodnonemškega prvenstva (1922, 1923), 2 naslova prvaka zahodnonemškega pokala (1966, 1974) ter 5 naslovov prvaka vestfalijskega pokala (1908, 1932, 1991, 2012, 2013). Z mednarodnih tekmovanj vidnejših uspehov še nima.
Domači stadion Arminie je Bielefelder Alm, ki sprejme 27.300 gledalcev. Barvi dresov sta modra in črna. Vzdevka nogometašev sta Die Arminen in Die Blauen ("Modri").